# Складані велосипеди

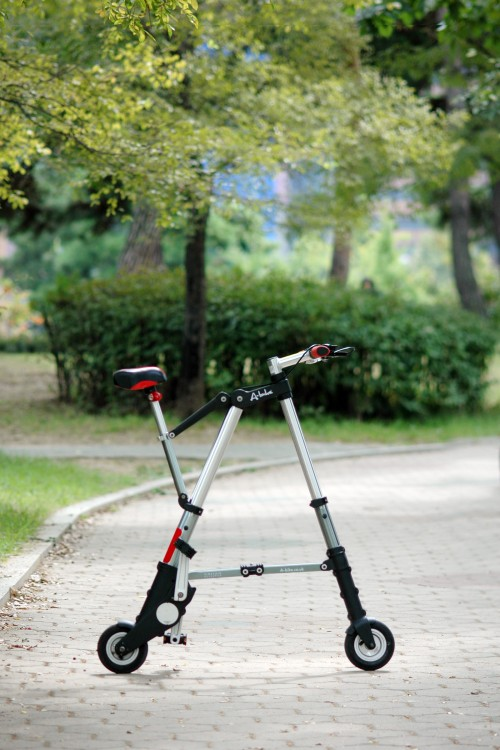
A-bike

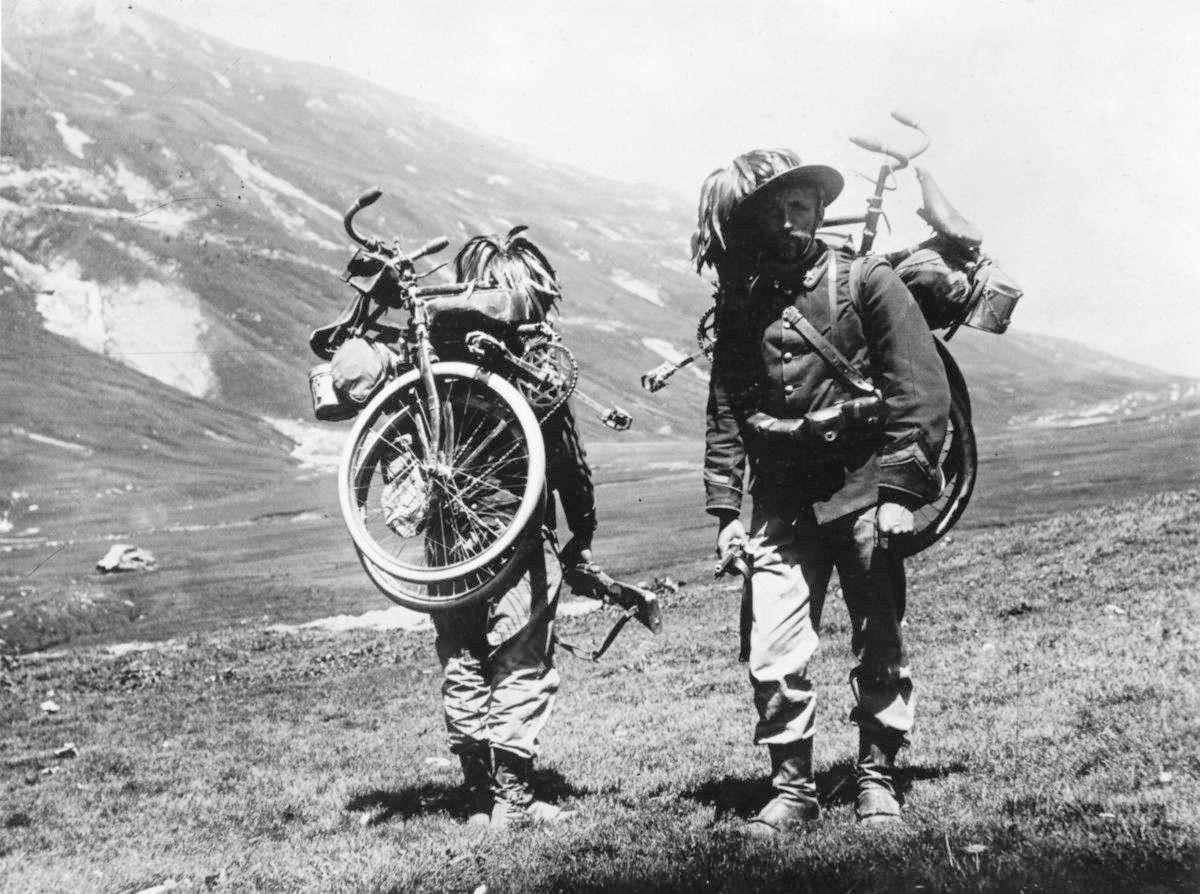
Італійський складаний велосипед фірми Bersaglieri під час Першої світової війни. 1917 рік.

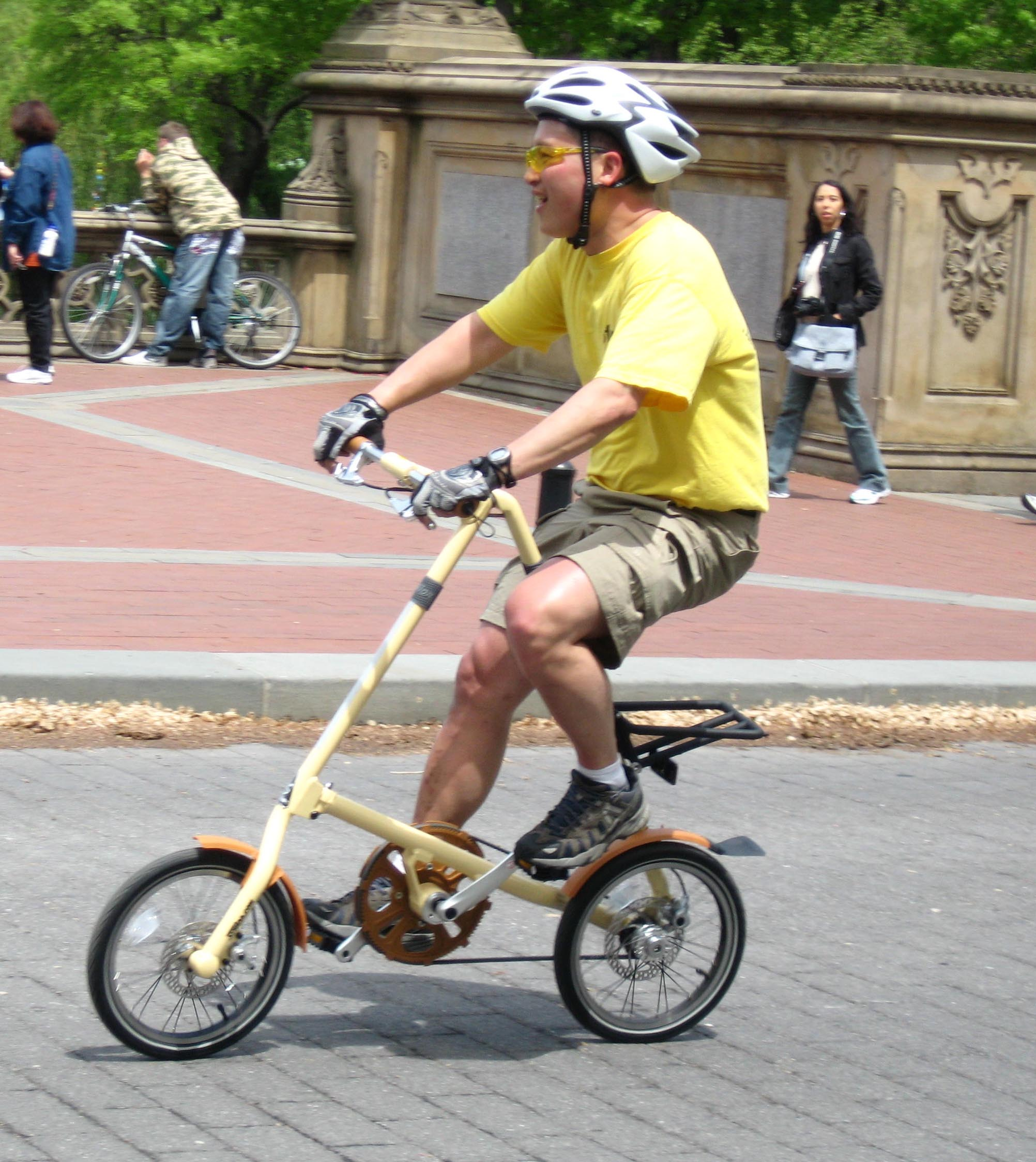
Strida у Центральном парку

Складані велосипеди — велосипеди із рамою, що складається. Така конструкція велосипеда дозволяє полегшити його зберігання та транспортування.
У багатьох складаних велосипедів рама складається навпіл. Такі велосипеди загалом схожі на звичайні велосипеди з відкритою рамою.
Є ж велосипеди з оригінальною конструкцією рами (вона може складатися в 3-4 місцях), також у них можуть складатися кермо і педалі. Такі складані велосипеди відрізняються малою вагою 7[джерело?] (від 7 кг), малим діаметром колеса (від 6 дюймів) і вимагають менше місця для зберігання - деякі моделі здатні поміститися навіть в рюкзаку. Їх зручно перевозити в автомобілі, громадському транспорті, ліфті. У деяких видах громадського транспорту заборонено провозити не складані дорослі велосипеди (наприклад, у Московському метрополітені).
Також є дорожні та гірські складані велосипеди.

## Історія
Коли доктор Девід Хон, один з провідних експертів в галузі лазерних технологій, вирішив залишити космічну галузь і повністю присвятити себе екологічно чистому транспорту для всіх і кожного, народилася його власна зірка - складаний велосипед DAHON. Починаючи з 1980 року він і його брат Генрі спільно розробили перший сучасний складаний велосипед і взялися за розкриття потенціалу цього велосипеда. Маючи за плечима понад 220 патентів і 30 років роботи, що ознаменувалися поетапної еволюцією і геніальними технологічними розробками, DAHON здійснив основний вплив на методи виробництва складних велосипедів і на те, як ми добираємося з одного місця в інше. Неухильно прагнучи до екологічно чистого майбутнього, DAHON наполегливо просуває екологічно чисті засоби пересування на якісно новий рівень.
Велосипед Strida винайшов в Англії Марк Сандерс, студент Королівського коледжу мистецтв у Великій Британії. З 1983 по 1985 роки Марк навчався на факультеті Industrial Design Engineering і конструював Strida, яку пізніше погодилася випускати компанія Property Rights Ltd. 
За задумом творця, Strida була створена спеціально для тих, кому доводиться щодня долати довгий шлях до роботи і назад на різних видах транспорту (приміський потяг, метро, наземний транспорт). Саме тому головними відмінними рисами велосипедів Strida стали простота у використанні, транспортуванні та обслуговуванні, а також особлива конструкція рами, що дозволяє складати і розкладати велосипед за вельми короткий час (мінімум 4 секунди). У складеному стані Strida, на відміну від багатьох інших складних велосипедів, можна котити поруч із собою. Вага велосипеда становить від 8,8 до 10,2 кг залежно від моделі.
Військовий інтерес до використання велосипеда виникла під Францією в 1890-х роках. Французька армія й інші країни вирішили створити складні велосипеди використовуючи їх для самокатників. У 1900 році Мікаель Педерсен розробив складаний варіант велосипеда, і назвав його Велосипед Педерсена, який він створив для британської армії, вага якого був 15 фунтів і мав 24-дюймові колеса. Він включав в себе стійку для гвинтівки і був використаний під час Другої англо-бурської війни.
Велосипед був використаний британським десантником на висадці в Битві Арнем під час Операції «Нептун».

## Переносимість

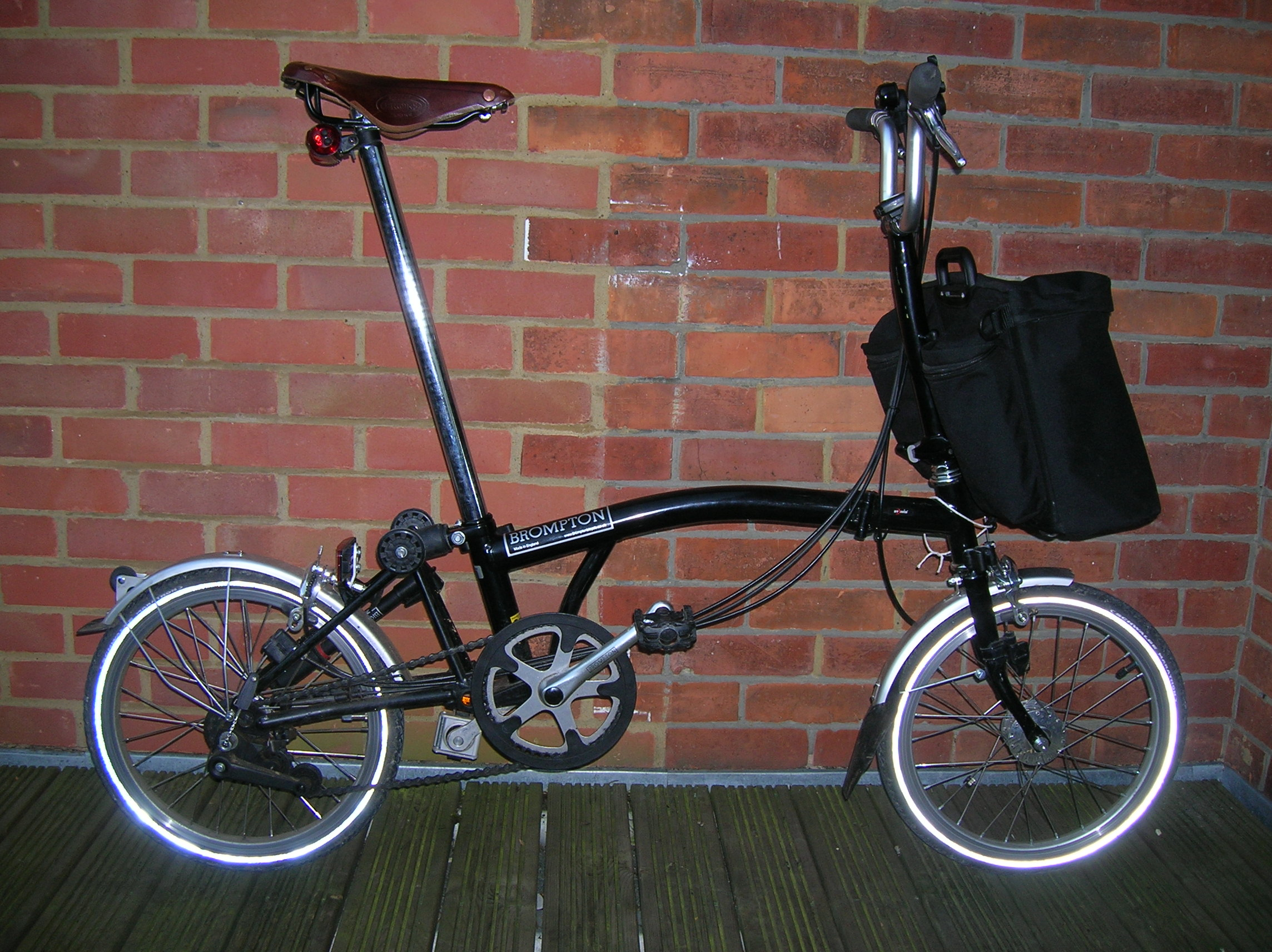
Складаний велосипед Brompton (Англія)

Багато систем громадського транспорту забороняють або обмежують використання велосипедів, але дозволяють більшість складаних велосипедів. Наприклад, транспорт Лондона дозволяє складані велосипеди, вони можуть бути провезені в будь-якому транспорті, в тому числі у автобусах і лондонському метро. Звичайні велосипеди можуть перебувати в поїздах тільки не у піковий час, і тільки на лінії, що не має ескалаторів. Деякі транспортні оператори дозволяють складані велосипеди, тільки якщо у них є замок. Правила авіакомпаній часто дозволяють складані велосипеди як звичайний багаж, без додаткової оплати.